# Cike
Cike is een bestuurslaag in het regentschap Gayo Lues van de provincie Atjeh, Indonesië. Cike telt 289 inwoners (volkstelling 2010).